# Susana Casillas
Susana Casillas (nascida em Guadalajara, Jalisco) é uma artista plástica mexicana reconhecida internacionalmente por sua obra pictórica que mostra influências do impressionismo e da arte figurativo. Sua obra tem sido exposta em vários eventos artísticos e culturais no México, Estados Unidos, China e França.